# Sawang Lebar Ilir
Sawang Lebar Ilir is een bestuurslaag in het regentschap Bengkulu Utara van de provincie Bengkulu, Indonesië. Sawang Lebar Ilir telt 835 inwoners (volkstelling 2010).